# Giải Mai Vàng 2010
Lễ trao giải Mai Vàng lần thứ 16–2010 do báo Người lao động tổ chức đã diễn ra tại Nhà hát Hoà Bình vào lúc 20 giờ (UTC+7) ngày 23 tháng 1, 2011. Chương trình được dẫn dắt bởi MC Quỳnh Hương và được truyền hình trực tiếp trên kênh HTV.

## Giải thưởng và đề cử
(Đề cử đoạt giải được in đậm)
| Nam ca sĩ nhạc nhẹ | Nữ ca sĩ nhạc nhẹ |
| --- | --- |
| - Đàm Vĩnh Hưng – "Mùa chim én bay" - Khánh Phương – "Tựa vào vai anh" - Cao Thái Sơn – "Yêu thương quay về" - Noo Phước Thịnh – "Đổi thay" - Nguyên Vũ – "Khúc dương cầm cho em"                                    | - Thanh Thảo – "Người thứ ba" - Hồ Quỳnh Hương – "Anh" - Đông Nhi – "Ngọt ngào" - Mỹ Tâm – "Xin thời gian qua mau" - Thuỷ Tiên – "Ngôi nhà hạnh phúc” |
| Ca sĩ dòng nhạc âm hưởng dân ca và truyền thống cách mạng | Ca khúc |
| - Đàm Vĩnh Hưng – "Bài ca không quên" - Cẩm Ly – "Gió lên" - Tạ Minh Tâm – "Hà Nội niềm tin và hy vọng" - Anh Thơ – "Nghe câu quan họ trên cao nguyên" - Nguyên Vũ – "Mưa trên quê hương"                            | - Lê Quang, Đàm Vĩnh Hưng – "Việt Nam năm 2020" - Nguyễn Văn Chung – "Cầu Vồng sau mưa" - Mỹ Tâm – "Cho một tình yêu" - Thủy Tiên – "Ngôi nhà hạnh phúc" - Nguyễn Hồng Thuận – "Tìm lại giấc mơ"                                                            |
| Nam diễn viên điện ảnh | Nữ diễn viên điện ảnh |
| - Lý Hùng – Tây Sơn hào kiệt (vai Quang Trung) - Dustin Nguyễn – Cánh đồng bất tận (vai Út Võ) - Thái Hoà – Để mai tính (vai Hội) - Trần Bảo Sơn – Giao lộ định mệnh (vai Mạnh)                                      | - Ninh Dương Lan Ngọc – Cánh đồng bất tận (vai Nương) - Minh Hằng – Những nụ hôn rực rỡ (vai An) - Thanh Hằng – Những nụ hôn rực rỡ (vai Thanh Lam) - Ngân Khánh – Khi yêu đừng quay đầu lại (vai Nguyên Xuân) - Đỗ Hải Yến – Cánh đồng bất tận (vai Sương) |
| Nam diễn viên truyền hình | Nữ diễn viên truyền hình |
| - Phùng Ngọc Huy – Cổng mặt trời (vai Quốc) - Hoà Hiệp – Cổng mặt trời (vai Vỹ) - Trọng Nhân – Chuyện tình mùa thu (vai Ninh) - Tim – Thiên đường vắng em (vai Tấn Ngọc) - Mạnh Tràng – Kỳ phùng địch thủ (vai Hùng) | - Vân Trang – Lối sống sai lầm (vai My) - Lê Bê La – Cổng mặt trời (vai Tùng) - Đinh Y Nhung – Ngã rẽ (vai Thơm) - Kim Phương – Cổng mặt trời (vai má Ba) - Phi Thanh Vân – Thẩm mỹ viện (vai Ái Lan)                                                       |
| Nam diễn viên sân khấu | Nữ diễn viên sân khấu |
| - Võ Minh Lâm – Đứa con nhà họ Triệu (vai Triệu Sóc) - Thanh Bạch – Câu thơ yên ngựa (vai Lý Thường Kiệt) - Hữu Châu – Con Tám con Cấm (vai Cha Tám) - Thành Lộc – Câu thơ yên ngựa (vai Lý Đạo Thành)               | - Lê Khánh – Một cuộc đời bị đánh cắp (vai Kay) - Bạch Lê – Câu thơ yên ngựa (vai Ỷ Lan) - Tú Sương – Hoa vương tình mộng (vai Mỵ nương) - Thanh Thuỷ – Ông Ngoại bà Nội (vai Bà nội) - Ngọc Trinh – Con Tám, con Cấm (vai Cấm)                             |
| Người dẫn chương trình truyền hình | Diễn viên hài |
| - Phan Anh – Vietnam Idol - Quỳnh Hương – Thay lời muốn nói - Quyền Linh – Vượt lên chính mình - Tạ Minh Tâm – Chung sức - Đỗ Thuỵ – Ngôi nhà mơ ước                                                                 | - Hoài Linh – Ông Ngoại bà Nội - Gia Bảo – Chuyện Hai chàng - Hồng Vân – Oan gia |
| Phim điện ảnh – truyền hình | Vở diễn sân khấu |
| - Cổng mặt trời (truyền hình) - Cánh đồng bất tận (điện ảnh) - Chuyện tình mùa thu (truyền hình) - Kỳ phùng địch thủ (truyền hình) - Ngã rẽ (truyền hình)                                                            | - Ông Ngoại bà Nội (Sân khấu kịch Nụ cười mới) - Câu thơ yên ngựa ̣̣(Công ty Dương Minh) - Một cuộc đời bị đánh cắp (Sân khấu Idecaf) - Oan gia (Sân khấu Phú Nhuận)                                                                                          |

## Khách mời trao giải
| Thứ tự | Khách mời                         | Giải thưởng                                               |
| ------ | --------------------------------- | --------------------------------------------------------- |
| 1      | NSƯT Kim Xuân, Hữu Nghĩa          | Vở diễn                                                   |
| 2      | Phước Sang, Phi Thanh Vân         | Diễn viên hài                                             |
| 3      | NSƯT Hoài Linh, NSƯT Hồng Vân     | Nam/Nữ diễn viên sân khấu                                 |
| 4      | Chi Bảo, Minh Hằng                | Phim điện ảnh - truyền hình                               |
| 5      | Đàm Vĩnh Hưng, Thanh Thảo         | Người dẫn chương trình truyền hình                        |
| 6      | NSƯT Thành Lộc, Phương Thanh      | Nam/Nữ diễn viên điện ảnh                                 |
| 7      | Lê Hoàng, Mai Phương Thuý         | Nam/Nữ diễn viên truyền hình                              |
| 8      | Quang Dũng, Hồng Nhung            | Ca khúc                                                   |
| 9      | Lê Quang, Thanh Thuý              | Ca sĩ dòng nhạc âm hưởng dân ca và truyền thống cách mạng |
| 10     | NSƯT Tạ Minh Tâm, Trương Ngọc Ánh | Nam/Nữ ca sĩ nhạc nhẹ                                     |

## Trình diễn đặc biệt
| Thứ tự | Nghệ sĩ                          | Màn trình diễn |
| ------ | -------------------------------- | --- |
| 1      | Hoài Phương, Giao Thời           | Dáng Việt (Sáng tác: Minh Châu)                                                                                             |
| 2      | Khánh Thi                        | "Vũ nữ thân gầy" (Lời việt: Phạm Duy)                                                                                       |
| 3      | Thảo Trang, Nguyên Vũ, Thuỷ Tiên | "Anh là thiên thần của em - Khúc dương cầm cho em - Ngôi nhà hạnh phúc" (Sáng tác: Phạm Công Thành - Khánh Đơn - Thuỷ Tiên) |
| 4      | Quang Dũng, Hồng Nhung           | "Hơi thở mùa xuân - Lắng nghe mùa xuân" (Sáng tác: Dương Thụ)                                                               |
| 5      | Đàm Vĩnh Hưng                    | "Mùa én chim bay" (Nhạc: Hoàng Hiệp, thơ: Diệp Minh Tuyền)                                                                  |
| 6      | Cadilac                          | "Xuân và tuổi trẻ" (Nhạc: La Hối, thơ: Thế Lữ)                                                                              |